# 회색 벨벳 위의 네 마리 파리
회색 벨벳 위의 네 마리 파리(이탈리아어: 4 mosche di velluto grigio)은 프랑스에서 제작된 다리오 아르젠토 감독의 1971년 미스터리, 스릴러 영화이다. 마이클 브랜든 등이 주연으로 출연하였다.

## 출연

### 주연
- 마이클 브랜든
- 밈지 파머
- 장 피에르 마리엘